# Kenji Cabrera
Kenji Giovanni Cabrera Nakamura (Shiga, 27 gennaio 2003) è un calciatore peruviano, centrocampista dei Vancouver Whitecaps.

## Biografia
È nato in Giappone da madre giapponese e padre peruviano.

## Carriera

### Club
Cabrera ha iniziato la sua carriera calcistica in Perù con le maglie di Esther Grande e Alianza Lima, per poi passare al Melgar nel 2019. Dopo aver firmato il suo primo contratto professionistico nel gennaio del 2020, ha debuttato in prima squadra il 16 maggio 2021 nell'incontro di Liga 1 perso 2-1 contro il Carlos A. Mannucci ed il 9 ottobre ha segnato il suo primo gol nel successo per 3-0 sull'Ayacucho.

### Nazionale
Nel gennaio del 2023, è stato incluso nella lista dei convocati della nazionale Under-20 per il Campionato sudamericano di calcio Under-20 2023 organizzato in Colombia.

## Statistiche
Statistiche aggiornate al 26 aprile 2024.

### Presenze e reti nei club
| Stagione        | Squadra         | Campionato      | Campionato | Campionato | Coppe nazionali | Coppe nazionali | Coppe nazionali | Coppe continentali | Coppe continentali | Coppe continentali | Altre coppe | Altre coppe | Altre coppe | Totale | Totale | Totale |
| Stagione        | Squadra         | Comp            | Pres       | Reti       | Comp            | Pres            | Reti            | Comp               | Pres               | Reti               | Comp        | Pres        | Reti        | Pres   | Reti   |        |
| --------------- | --------------- | --------------- | ---------- | ---------- | --------------- | --------------- | --------------- | ------------------ | ------------------ | ------------------ | ----------- | ----------- | ----------- | ------ | ------ | ------ |
| 2021            | Melgar          | L1              | 4          | 0          | CP              | 0               | 0               | CS                 | 0                  | 0                  |             | -           | -           | 4      | 0      |        |
| 2022            | Melgar          | L1              | 20         | 1          | CP              | 0               | 0               | CS                 | 8                  | 0                  |             | -           | -           | 28     | 1      |        |
| 2023            | Melgar          | L1              | 30         | 2          | CP              | 0               | 0               | CL                 | 5                  | 0                  |             | -           | -           | 35     | 2      |        |
| 2024            | Melgar          | L1              | 8          | 0          | CP              | 0               | 0               | CL                 | 1                  | 0                  |             | -           | -           | 9      | 0      |        |
| Totale carriera | Totale carriera | Totale carriera | 62         | 3          |                 | 0               | 0               |                    | 14                 | 0                  |             | -           | -           | 76     | 3      |        |